# Thomas Pink
Thomas Pink Limited é uma fabricante britânica de camisas fundada em Londres em 1984 por três irmãos irlandeses - James, Peter e John Mullen. Desde 1999, pertence ao grupo Louis Vuitton Moët Hennessy (LVMH).  Em 2018, teve um prejuízo de £ 23,5 milhões; em 2019, ela mudou para Pink Shirtmaker.

## História
A empresa foi fundada em 1984 pelos irmãos irlandeses James, Peter e John Mullen. Ela ganhou o nome de Thomas Pink, que era um alfaiate do século XVIII em Mayfair, Londres.
Em 1999, foi vendida para a Louis Vuitton Moët Hennessy, que pagou cerca de € 48 milhões por 70% da empresa. Na época, a empresa contava com 20 lojas, sendo 17 no Reino Unido, uma em Dublin e duas nos Estados Unidos. A LMVH comprou os 30% que restavam da empresa em 2003.
Em 2012, a Thomas Pink entrou com um processo legal no Reino Unido contra a Victoria's Secret, que vendia lingeries com a marca "Pink". Thomas Pink alegou que a Victoria's Secret estava infringindo suas marcas registradas, confundindo os clientes e denegrindo sua imagem de acordo com a Lei de Marcas Registradas de 1994. Embora a Victoria's Secret tenha tentado se defender, incluindo a revogação pelo não uso e atacando a validade das marcas por descritividade e falta de distinção, em julho de 2014, no Supremo Tribunal da Inglaterra e País de Gales, o juiz Colin Birss tomou uma decisão favorável à Thomas Pink. A Victoria's Secret, que pertence à L Brands, está se esforçando para proteger suas marcas nos Estados Unidos, onde a decisão britânica sobre marcas registradas não fez nenhum efeito.
Em 2018, a empresa sofreu um prejuízo em suas operações de £ 23,5 milhões. Em 2019, alterou sua marca para Pink Shirtmaker.